# Aves (Insel)
Aves (spanisch Isla de Aves, „Vogel-Insel“), auch Bird Island, ist eine von Venezuela besetzte Insel im Karibischen Meer. Administrativ gehört die Insel zu den venezolanischen Bundesterritorien (Dependencias Federales). Venezuelas Ansprüche  auf die Insel bzw. die Umgebung werden von mehreren Anrainern bezweifelt (Frankreich, Niederlande, USA und ehemals Dominica).
Aves ist ein Ruhe- und Brutort für Seevögel und die Suppenschildkröte (Chelonia mydas).

## Geografie
Die Insel ist 375 Meter lang, nirgends breiter als 50 Meter und erhebt sich an ruhigen Tagen 4 Meter über den Meeresspiegel. Während Hurrikanen ist sie manchmal völlig überflutet. Wegen ihrer geringen Höhe ist sie gefährlich für die Seefahrt, viele Schiffe liefen schon auf Grund. Ihre Fläche beträgt etwa 6500 m² (0,0065 km² bzw. 0,65 ha).
Die Insel liegt etwa 180 km südwestlich von Montserrat, ca. 230 km westlich von Dominica und knapp 550 km nördlich des venezolanischen Festlands und bildet die nördlichste Landmasse Venezuelas.

## Geschichte
Die Insel wurde wahrscheinlich 1584 von Avaro Sanzze entdeckt. Sie wurde von Großbritannien, Spanien, Portugal und den Niederlanden beansprucht. Von 1878 bis 1912 wurde sie von US-amerikanischen Guanobauern bewohnt, bis die Vorkommen abgebaut waren. 1895 wurde sie von Präsident Joaquín Crespo für Venezuela beansprucht. Tatsächlich nahm Venezuela die Insel jedoch erst 1950 in Besitz, als eine Marineeinheit landete.

## Wirtschaftszone
Einige Karibikstaaten, unter anderem Dominica, haben beanstandet, dass Venezuelas Beanspruchung einer exklusiven Wirtschaftszone von 200 Seemeilen (370 km) um die Insel ein Bruch der UN-Konvention zum Seerecht von 1982 sei. Diese verbietet die Territorialansprüche von mehr als 12 Seemeilen (22 km) für unbewohnte Inseln. Venezuela hat diese Konvention nicht unterzeichnet, versucht jedoch mit einer auf Pfählen errichteten Forschungs- und Militärstation die Bewohnbarkeit der Insel zu zeigen. Die Erwartung, die Unterzeichnung des Petrocaribe-Vertrages zwischen Venezuela und vielen der Karibikstaaten im Juni 2005 könne den Konflikt mit der Karibischen Gemeinschaft (CARICOM) entschärfen, erfüllte sich nicht.

## Station

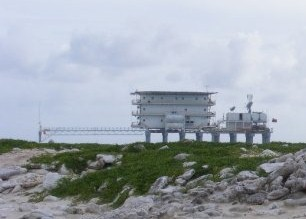
Marinestation auf Aves, 2012

Am 2. Juni 1978 errichtete die venezolanische Marine einen wissenschaftlichen Marinestützpunkt an der Westseite nahe dem südlichen Ausläufer der Insel. Die Station mit dem Namen Simón Bolívar wurde als Plattform auf Stelzen errichtet, die teilweise im Wasser stehen. Sie ist permanent durch Wissenschaftler und Marineangehörige bewohnt.